# Dammtjärnen (Landvetters socken, Västergötland)
Dammtjärnen är en sjö i Härryda kommun i Västergötland och ingår i Göta älvs huvudavrinningsområde. Sjön har en area på 0,0627 kvadratkilometer och ligger 76,9 meter över havet.

## Delavrinningsområde
Dammtjärnen ingår i det delavrinningsområde (640030-128913) som SMHI kallar för Mynnar i Gullbergsån. Medelhöjden är 120 meter över havet och ytan är 2,45 kvadratkilometer. Det finns inga avrinningsområden uppströms utan avrinningsområdet är högsta punkten. Vattendraget som avvattnar avrinningsområdet har biflödesordning 4, vilket innebär att vattnet flödar genom totalt 4 vattendrag innan det når havet efter 33 kilometer. Avrinningsområdet består mestadels av skog (91 procent). Avrinningsområdet har 0,06 kvadratkilometer vattenytor vilket ger det en sjöprocent på 2,5 procent.